# General Salipada K. Pendatun
General Salipada K. Pendatun is een gemeente in de Filipijnse provincie Maguindanao op het eiland Mindanao. Bij de laatste census in 2007 had de gemeente ruim 36 duizend inwoners.

## Geografie

### Bestuurlijke indeling
Gen. S. K. Pendatun is onderverdeeld in de volgende 19 barangays:
| - Badak - Bulod - Kaladturan - Kulasi - Lao-lao - Lasangan - Lower Idtig - Lumabao - Makainis - Midconding | - Midpandacan - Panosolen - Ramcor - Tonggol - Pidtiguian - Quipolot - Sadangin - Sumakubay - Upper Lasangan |

## Demografie
Gen. S. K. Pendatun had bij de census van 2007 een inwoneraantal van 36.038 mensen. Dit zijn 7.664 mensen (27,0%) meer dan bij de vorige census van 2000. De gemiddelde jaarlijkse groei komt daarmee uit op 3,35%, hetgeen hoger is dan het landelijk jaarlijks gemiddelde over deze periode (2,04%). Vergeleken met de census van 1995 is het aantal mensen met 15.758 (77,7%) toegenomen.

De bevolkingsdichtheid van Gen. S. K. Pendatun was ten tijde van de laatste census, met 36.038 inwoners op 189,37 km², 190,3 mensen per km².